# Potter (Nebraska)
Potter – wieś w Stanach Zjednoczonych, w stanie Nebraska, w hrabstwie Cheyenne.